# 青山公園

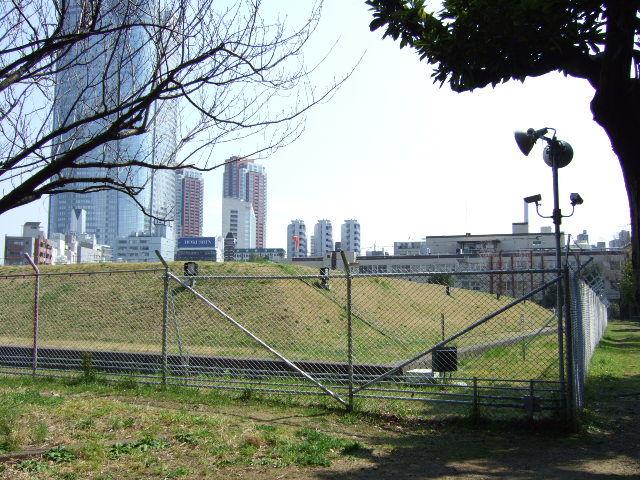
南地区から見た米軍ヘリポート

青山公園（あおやまこうえん）は、東京都港区にある都立公園（総合公園）である。
公園は、「南地区」（六本木7丁目）と「北地区」（南青山2丁目）という、お互いに500メートル以上離れた2地区に分かれている。北地区は港区が管理する「青葉公園」と入り組んでいる。

## 南地区
旧日本陸軍兵舎の射撃場跡地を公園として整備したもの。道路沿いの西側には球技用フェンスで囲まれた運動場が広がる（ただし高校生以上の野球・バッティングは禁止）。東側は道路側より一段高くなっているが、大部分が赤坂プレスセンターの在日米軍ヘリポートに占有されており、遊具や設備は設置されていない。園内北東の高台には展望台と「麻布台懐古碑」が設置されており、隣接する在日米軍ヘリポートを一望できる。

### 沿革
1958年（昭和33年）に在日米軍が接収解除した旧日本陸軍歩兵第3連隊（三連隊）兵舎敷地の西側（旧裏門・射撃場跡）を東京都が公園として整備し、1970年（昭和45年）に開園した。園内の「麻布台懐古碑」は、かつて同地に駐留していた歩兵第3連隊と近衛歩兵第5連隊の関係者有志により1987年（昭和62年）8月13日に建立された。なお、現在は旧兵舎敷地の東側（旧正門・兵舎跡）に国立新美術館と政策研究大学院大学が建ち、旧兵舎の一部が「国立新美術館別館」として保存されている。
1984年（昭和59年）から、南地区の一部が在日米軍赤坂プレスセンターのヘリポートに占有されている。環状三号線六本木トンネルの工事に伴い、一時的に隣接する青山公園の敷地4,300m2を借用して設置したものだが、1993年（平成5年）に工事が完了した後も米軍は周囲のビルが高層化して危険であると主張して返還しなかった。2007年（平成19年）1月12日に東京都は、臨時ヘリポートの返還に替えて代替の公園用地4,700m2の返還と緊急・災害時のヘリポート共同使用を条件に解決を図ることを発表した。4月23日に日米合同委員会で代替地の返還合意がなされた。返還されるのは国立新美術館と環状三号線に挟まれた敷地で、青山公園の一部として追加整備される予定である。港区と市民団体は不法占領部分そのものの返還を要求し続けている。

#### 年表
- 1889年（明治22年）1月 陸軍歩兵第3連隊が麻布台に駐屯を開始
- 1936年（昭和11年）2月26日 二・二六事件発生、歩兵第3連隊から叛乱部隊の過半数に当たる900名以上の下士官・兵が参加
- 1936年（昭和11年）5月 歩兵第3連隊の主力が中国東北部（満州）に派遣される
- 1939年（昭和14年）8月 近衛歩兵第5連隊編成
- 1943年（昭和18年）5月 近衛歩兵第7連隊編成
- 1945年（昭和20年）8月 米軍により接収
- 1958年（昭和33年）12月 接収解除（星条旗新聞社周辺を除く）
- 1970年（昭和45年）6月 都立青山公園開園

### 設備
- 運動場
- 遊具広場
- 石碑（麻布台懐古碑）
- トイレ

### 所在地
- 東京都港区六本木7丁目

## 北地区
引揚者住宅の跡地を整備した公園で、別名は「東京都南青山一丁目ひろば」。周辺は東京都住宅供給公社が委託管理する都営住宅地で、公園の敷地はこれらの宅地を取り囲む複雑な形状をしている。遊具は隣接する港区立青葉公園内に設置されている。

### 設備
- こども広場

### 所在地
- 東京都港区南青山1丁目

## アクセス
南地区、北地区、いずれも東京都道319号環状三号線沿い。
南地区（日本学術会議前交差点。日本学術会議または隣接の国立新美術館が目印。）
- 東京メトロ千代田線乃木坂駅(C05)下車　徒歩5分
- 東京メトロ日比谷線六本木駅(H04)下車　徒歩5分

北地区（港区立赤坂図書館そば）
- 東京メトロ銀座線・半蔵門線、都営地下鉄大江戸線青山一丁目駅(G04･E24)下車　徒歩5分

## 周辺施設
- 国立新美術館
- 青山霊園

## 備考
- 東京メトロ銀座線外苑前駅(G03)下車徒歩5分以内の、港区立青山小学校と港区立青山運動場[5]とに隣接する港区立青山公園[6]も、単に「青山公園」と呼ばれることがある。